# 珍珠麒麟菜
珍珠麒麟菜（学名：Eucheuma okamurai）也称珍珠菜，一种分布于北太平洋西部的多年生热带性海藻，隶属于红翎菜科麒麟菜属，在中国属于国家一级重点保护野生植物。

## 形态特征
珍珠麒麟菜的藻体平卧于生长基上，背面呈黄绿至紫红色，腹面暗红色。分枝较粗短，圆柱状或扁压，彼此重叠或愈合成大团块状。分枝呈二叉式或三四叉式。整个藻体表面均可见乳头状或圆锥状突起，但腹面较少。有时表面还可见到纵纹，腹面有多量的盘状固着器，整个藻体附着于基质上。其囊果呈半球形，由体表或腹面形成。新鲜藻体肥厚多汁，干品极为坚硬。